# 나는 할렐루야 아줌마였다
"나는 할렐루야 아줌마였다"는 1982년에 개봉한 대한민국의 영화이다.

## 캐스팅
- 송도영 : 최자실 역
- 신영일 : 조용기 역
- 최지원 : 김성혜 역
- 전호진 : 김성수 역
- 조승룡 : 김성광 역
- 오영갑 : 김창기 역
- 문미봉 : 어머니 역
- 김석훈 : 최덕림 역
- 박선희 : 분자 역
- 문오장 : 이성봉 역
- 이일웅 : 무성아빠 역
- 오영아 : 무성엄마 역
- 한정환 : 무성 역
- 김을동 : 무달 역
- 한현 : 길동 역
- 김인문 : 약장수 역
- 최문선 : 어린자실 역
- 안영심 : 어린성혜 역
- 이종우 : 어린성수 역
- 박옥초 : 노파 역
- 김민규 : 이 장로 역
- 최삼 : 장로 역
- 손전 : 장로 역
- 윤일주 : 간부 역
- 양성원 : 간부 역
- 이영호 : 중역 역
- 김예성 : 중역 역
- 안진수  : 청년 역
- 박종성 : 청년 역
- 이상열 : 청년 역
- 유명순 : 아낙 역
- 김애라 : 아낙 역
- 조용수 : 사내 역
- 박달 : 안내원 역
- 최일 : 사장 역
- 최준 : 일경 역
- 김신명 : 원사 역
- 최성관 : 김 목사 역
- 김남현 : 여자아이 역
- 유송준 : 꼬마 역